# Chuniella elongata
Chuniella elongata är en djurart som tillhör fylumet slemmaskar, och som först beskrevs av Louis Joubin 1906.  Chuniella elongata ingår i släktet Chuniella och familjen Chuniellidae. Inga underarter finns listade i Catalogue of Life.